# Jambur Permata
Jambur Permata is een bestuurslaag in het regentschap Aceh Tenggara van de provincie Atjeh, Indonesië. Jambur Permata telt 261 inwoners (volkstelling 2010).